# درنكة
قرية درنكة هي إحدى القرى التابعة لمركز أسيوط في محافظة أسيوط في جمهورية مصر العربية. حسب إحصاءات سنة 2006، بلغ إجمالي السكان في درنكة 45938 نسمة، منهم 24402 رجل و 21536 امرأة. ومن أشهر معالمها دير العذراء الذي يمثل آخر نقطة في رحلة العائلة المقدسة ومنها بدأوا طريق عودتهم إلى فلسطين.

## طالع أيضًا
- ضربة البرق في درنكة
- محافظة أسيوط
- قائمة قرى محافظة أسيوط